# 혼다 프롤로그
혼다 프롤로그(영어: Honda Prologue)는 혼다 기연공업과 제너럴 모터스가 공동 개발한 배터리식 전기 중형 크로스오버 SUV이다.